# West Coast Offense
Die West Coast Offense (deutsch Westküsten-Offensive) ist eine Strategie der Offense im American Football. Hierbei wird das Passspiel mit kurzen Würfen, exakten Laufwegen und variablen Formationen betont.

## Geschichte
Als Hauptbegründer der West Coast Offense gilt Bill Walsh, der von 1968 bis 1975 als Offensive Coordinator für die Cincinnati Bengals tätig war. Ausgehend von Sid Gillman, der die Wichtigkeit eines unberechenbaren Passspiels betonte, entwarf er eine Offensivstrategie mit kurzen, schnellen Pässen, die zunächst Ohio River Offense genannt wurde. Ein wichtiger Faktor war, dass Walsh damals keine starken Runningbacks zur Verfügung hatte, um ein effektives Laufspiel aufzuziehen („Smashmouth Offense“). Aus der Grundformation des Pro set schickte Walsh oft alle passberechtigten Spieler (d. h. beide Wide Receiver, den Tight End und beide Runningbacks) vor dem Snap in Bewegung (Man in Motion), und schickte sie auf exakte Laufrouten. Somit zwang Walsh die gegnerische Defense, die ganze Breite des Spielfeldes zu verteidigen, und brachte die eigenen Angreifer häufig in günstige Eins-gegen-Eins-Situationen (z. B. einen schnellen Wide Receiver gegen einen langsamen Linebacker oder einen großen Tight End gegen einen kleinen Cornerback). Da die Bengals damals kein starkes Team waren, blieb die Ohio River Offense zunächst wenig populär. Don Coryell fuhr bei den San Diego Chargers eine ähnliche Strategie, setzte aber mehr auf Würfe in die Tiefe anstelle auf in die Breite.
Als Walsh Head Coach der San Francisco 49ers wurde, einem Team an der Westküste der Vereinigten Staaten, und mit Quarterback Joe Montana und Wide Receiver Jerry Rice drei Super Bowls gewann, wurde die Strategie die West Coast Offense genannt. Über seine Coaching tree brachte Walsh viele erfolgreiche Trainer hervor, die mit seiner Taktik den Super Bowl gewannen. Sowohl Walshs ehemaliger Assistenzcoach und 49ers-Nachfolger George Seifert, als auch Walshs ehemalige Angestellte Mike Shanahan sowie Jon Gruden gewannen mit Walshs West Coast Offense mit den Denver Broncos bzw. mit den Tampa Bay Buccaneers diesen Titel. Der dreifache Super-Bowl-Gewinner Joe Gibbs fuhr bei den Washington Redskins eine Variante der West Coast Offense, die eher über die Tight Ends als über die Wide Receiver ging.

## Beschreibung

Die West Coast Offense wird oft im Pro set ausgeführt. Bei vielen Spielzügen absolvieren beide Wide Receiver (WR), der Tight End (TE) und beide Runningbacks (HB, FB) präzise Laufrouten.

Die West Coast Offense begünstigt ein schnelles, präzises Passspiel, welches wiederum ein hohes Maß an Timing zwischen Quarterback und Passempfänger erfordert. Eine Besonderheit ist es, dass nicht nur Wide Receiver, sondern auch Runningbacks und Tight Ends exakte Routen laufen und fangsichere Hände haben müssen. Da die gegnerische Defense viel Raum verteidigen muss, treffen Laufspielzüge auf weniger Widerstand, und auch ein Play-Action-Spielzug kann gut angetäuscht werden. Viele kurze Würfe bedeuten aber auch vergleichsweise wenig Raumgewinn und ein erhöhtes Interception-Risiko. Da die Runningbacks und Tight Ends relativ wenig blocken, kann eine gut organisierte Defense schnell einen Quarterback Sack erzielen. Dieses Risiko kann durch einen mobilen Quarterback verringert werden, der ggf. einen Laufspielzug improvisieren („Quarterback Scramble“) oder aus vollem Lauf werfen kann. Da die Passempfänger den Football im vollen Tempo fangen, reicht allerdings bereits ein verfehlter gegnerischer Tackle, um einen Big Play zu erzielen.

## Abgrenzung
Die West Coast Offense hat viele Ähnlichkeiten mit dem „Air Coryell“-System von Don Coryell, dem Head Coach der San Diego Chargers. Beide Taktiken basieren auf der passintensiven Angriffsphilosophie von Sid Gillman, doch während die West Coast Offense von Walsh auf Würfe in die Breite basieren (d. h. wenig Raumgewinn, aber wenig Risiko), bevorzugt Air Coryell eher Würfe in die Tiefe (d. h. viel Risiko, aber viel Raumgewinn). Coryell nutzte aus, dass er (im Gegensatz zu Walsh in Cincinnati) die Spieler hatte, die lange Pässe durch dichte Deckung werfen bzw. fangen konnten (Dan Fouts, Kellen Winslow, Charles Joiner u. a.), die Walsh erst zum Ende seiner Trainerlaufbahn in San Francisco zur Verfügung hatte. Ein weiterer Unterschied ist, dass bei der West Coast Offense ein mobiler Quarterback gefragt ist, wie z. B. Joe Montana oder Steve Young für die 49ers sowie John Elway für die Broncos. Bei Air Coryell wird eher ein klassischer Quarterback bevorzugt, der diszipliniert hinter der Offensive Line bleibt und sich Zeit nimmt, um seine ganze Körperkraft in einen langen Wurf zu legen.
Die New England Patriots unter Head Coach Bill Belichick benutzen eine Abwandlung der Erhardt-Perkins Offense, die ähnliche Spielkonzepte wie die West Coast Offense aufweist. Während die West Coast Offense pro Spielzug sowohl die Formation als auch alle Laufwege vorgibt, gibt die Erhardt-Perkins Offense pro Spielzug Formation und Laufwege getrennt aus. Somit kann der Quarterback je nach seiner Beurteilung der Defense selbst entscheiden, ob seine Offense z. B. einen Wurfspielzug durchführen oder nur antäuschen soll.